# Hombrados (Guadalajara)
Hombrados ist ein Ort und eine Gemeinde (municipio) mit 43 Einwohnern (Stand: 2024) im Osten der Provinz Guadalajara in der Autonomen Gemeinschaft Kastilien-La Mancha in Zentralspanien.

## Lage und Klima
Hombrados liegt im Iberischen Gebirge im Osten der Provinz Guadalajara in einer Höhe von 1245 m. Die Entfernung zur westsüdwestlich gelegenen Provinzhauptstadt Guadalajara beträgt ca. 100 Kilometer (Fahrtstrecke). Das Klima ist warm und gemäßigt; die Niederschläge (585 mm/Jahr) verteilen sich über das Jahr.

## Bevölkerungsentwicklung
| Jahr      | 1960 | 1970 | 1981 | 1991 | 2001 | 2011 | 2021 |
| Einwohner | 309  | 145  | 92   | 60   | 42   | 38   | 39   |

## Sehenswürdigkeiten
- Kirche Mariä Himmelfahrt
- Marienkapelle
- Sekunduskapelle